# AS Mulhouse
Die AS Mulhouse war ein französischer Sportverein aus der elsässischen Großstadt Mülhausen (französisch Mulhouse) im Département Haut-Rhin, der von 1903 bis 2002 bestand.

## Geschichte
Der Verein wurde 1903 in der Stadt Mülhausen gegründet, die damals als Teil des Reichslandes Elsaß-Lothringen zum Deutschen Reich gehörte.
Nachdem Elsaß-Lothringen nach dem Ersten Weltkrieg wieder an Frankreich gefallen war, trat der Verein unter seinem französischen Namen AS Mulhouse an. Der Verein spielte in der Saison 1919/20 sowie von 1922 bis 1927 sowie von 1935 bis 1937 in der höchsten französischen Regionalklasse, der elsässischen Ehrendivision (Division d´Honneur Alsace).
Während der deutschen Besetzung Frankreichs im Zweiten Weltkrieg von 1940 bis 1944 nahmen die Fußballvereine aus Elsaß-Lothringen am Spielbetrieb des Deutschen Reichs teil. Die AS Mulhouse wurde unter dem deutschen Namen ASV Mülhausen in die Gauliga Elsaß aufgenommen und belegte in der Spielzeit 1940/41 in der Staffel Oberelsaß den fünften Platz. In der Spielzeit 1941/42 trat der Verein unter dem Namen SpVgg Mülhausen in der nunmehr eingleisigen Gauliga an und stieg nach dem elften und vorletzten Platz in die örtliche Bezirksklasse ab.
Seit 1945 spielte der Verein wieder als AS Mulhouse im französischen Ligensystem und war ein regelmäßiger Teilnehmer an der elsässischen Ehrendivision, deren Meisterschaft er 1955, 1962 und 1988 gewann. Für mehrere Jahre spielte der Verein auch in einer höheren überregionalen Klasse. In den Spielzeiten 1955/56, von 1962/63 bis 1968/69 sowie von 1970/71 bis 1971/72 spielte der Verein in der höchsten französischen Amateurklasse, die in dieser Zeit die dritte Liga bildete. 1982/83 sowie von Von 1988/89 bis 1991/92 folgten noch Spielzeiten in der vierten Liga, der Division 4. Danach spielte der Verein nur noch im elsässischen Bereich.
In den Spielzeiten 1922/23, 1956/57, 1957/58 und 1965/66 erreichte die AS Mulhouse die landesweite Hauptrunde des Französischen Pokals.
Am 22. Juni 2002 fusionierte die AS Mulhouse mit dem FC Red Star Mulhouse zur Association sportive Red Star Mulhouse.